# Кокс, Джейкоб
Джейкоб Кокс (англ. Jacob Cox; 1810—1892) — американский художник, пейзажист и портретист, а также педагог.
Известен своими картинами многих известных деятелей штата Индиана.

## Жизнь и творчество
Родился 9 ноября 1810 года в Филадельфии (по другим данным в Берлингтоне, штат Нью-Джерси).
В 1833 году прибыл в Индианаполис, где основал производство печей, олова и медных изделий. Первые свои художественные способности проявил, когда нарисовал баннер для президентской кампании Уильяма Генри Харрисона в 1840 году. После этого он начал писать портреты и в 1842 году отправился в Цинциннати, где открыл студию с Джоном Данном (John Dunn), бывшим казначеем штата Индиана.
Через пять месяцев Кокс вернулся к своему бизнесу в Индианаполисе и продолжил одновременно писать, ежегодно выставляясь на выставках Союза художников Цинциннати (Cincinnati Art Union). К 1860 году он полностью посвятил себя живописи и стал хорошо известен в Индианаполисе своими портретами и пейзажами. Вместе с Уильямом Мерриттом Чейзом был учителем с многочисленными учениками.
Умер 2 января 1892 года. Был похоронен в Индианаполисе на кладбище Crown Hill Cemetery.

Некоторые работы
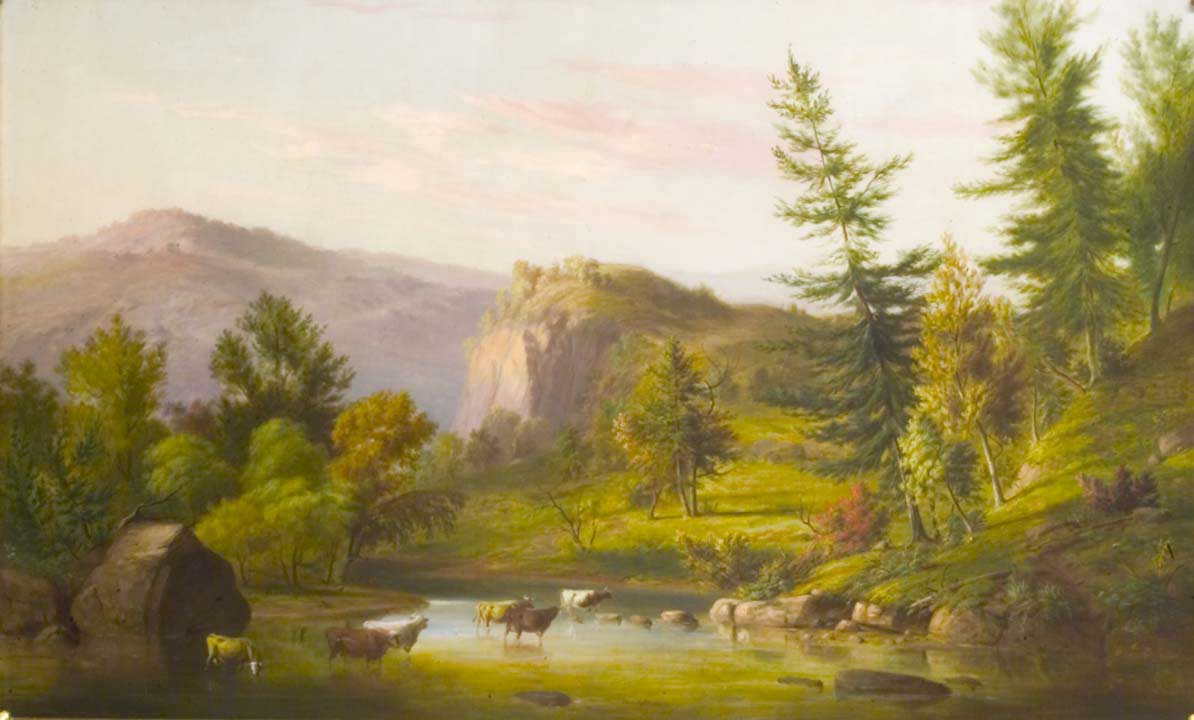
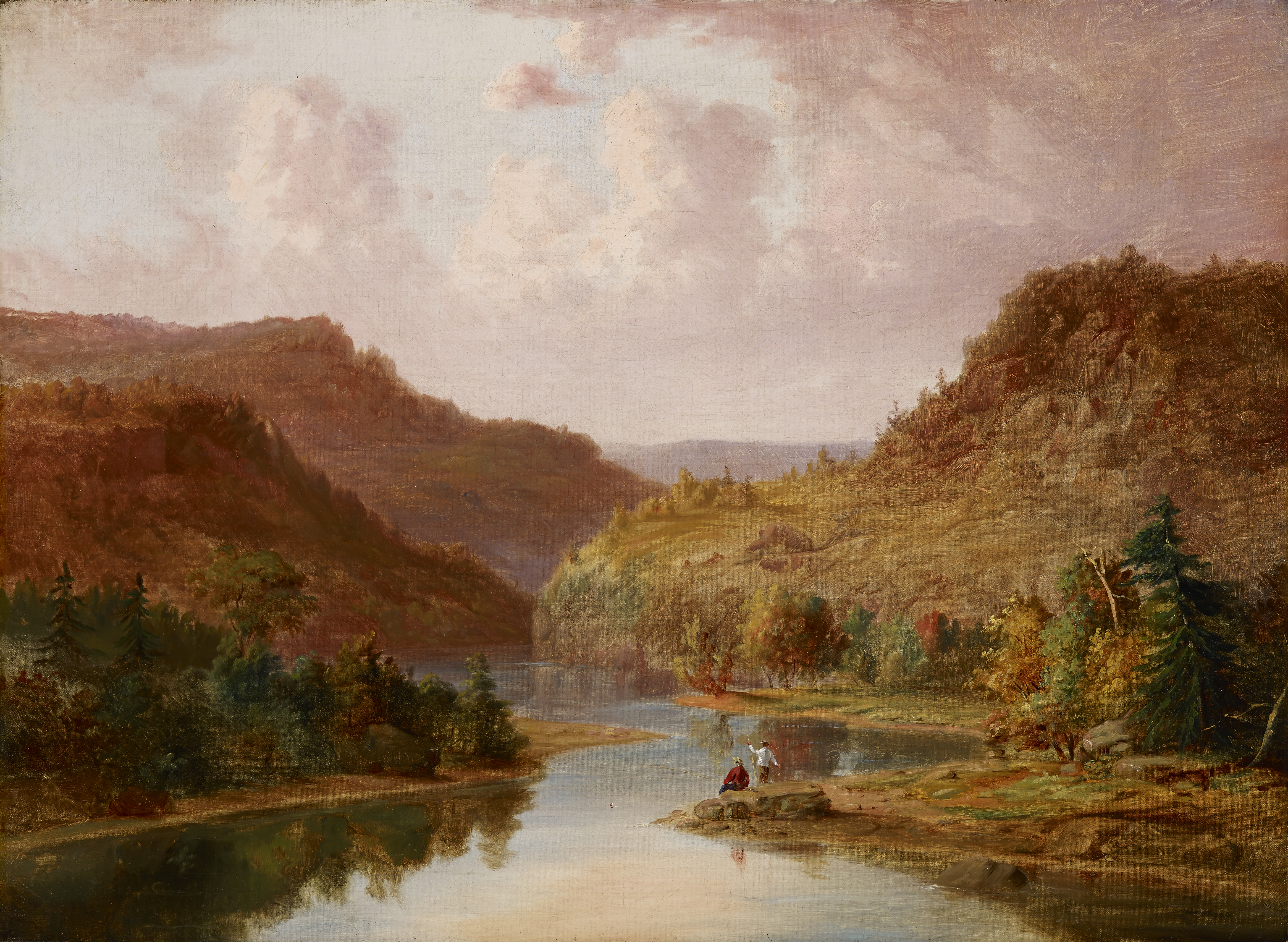
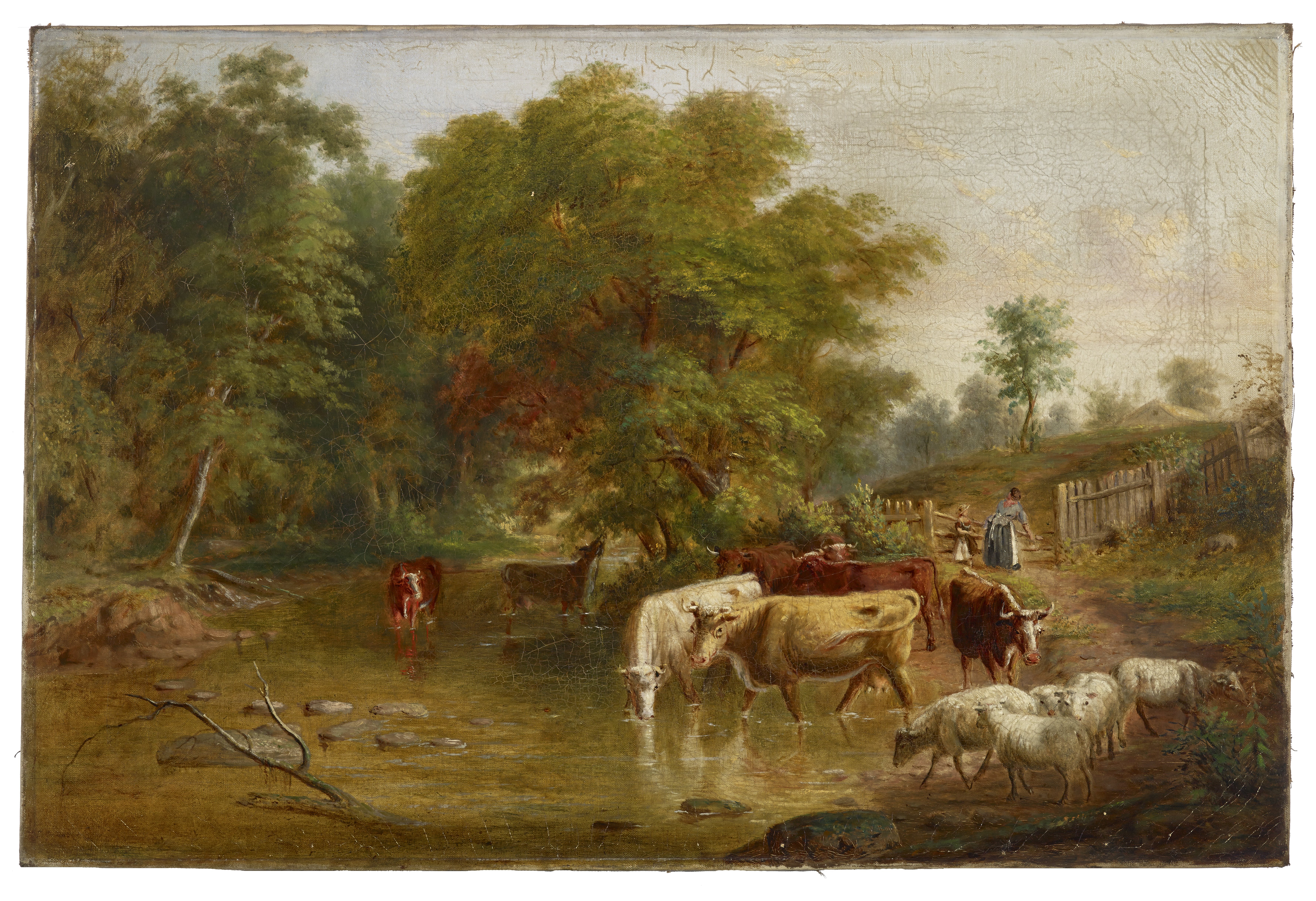
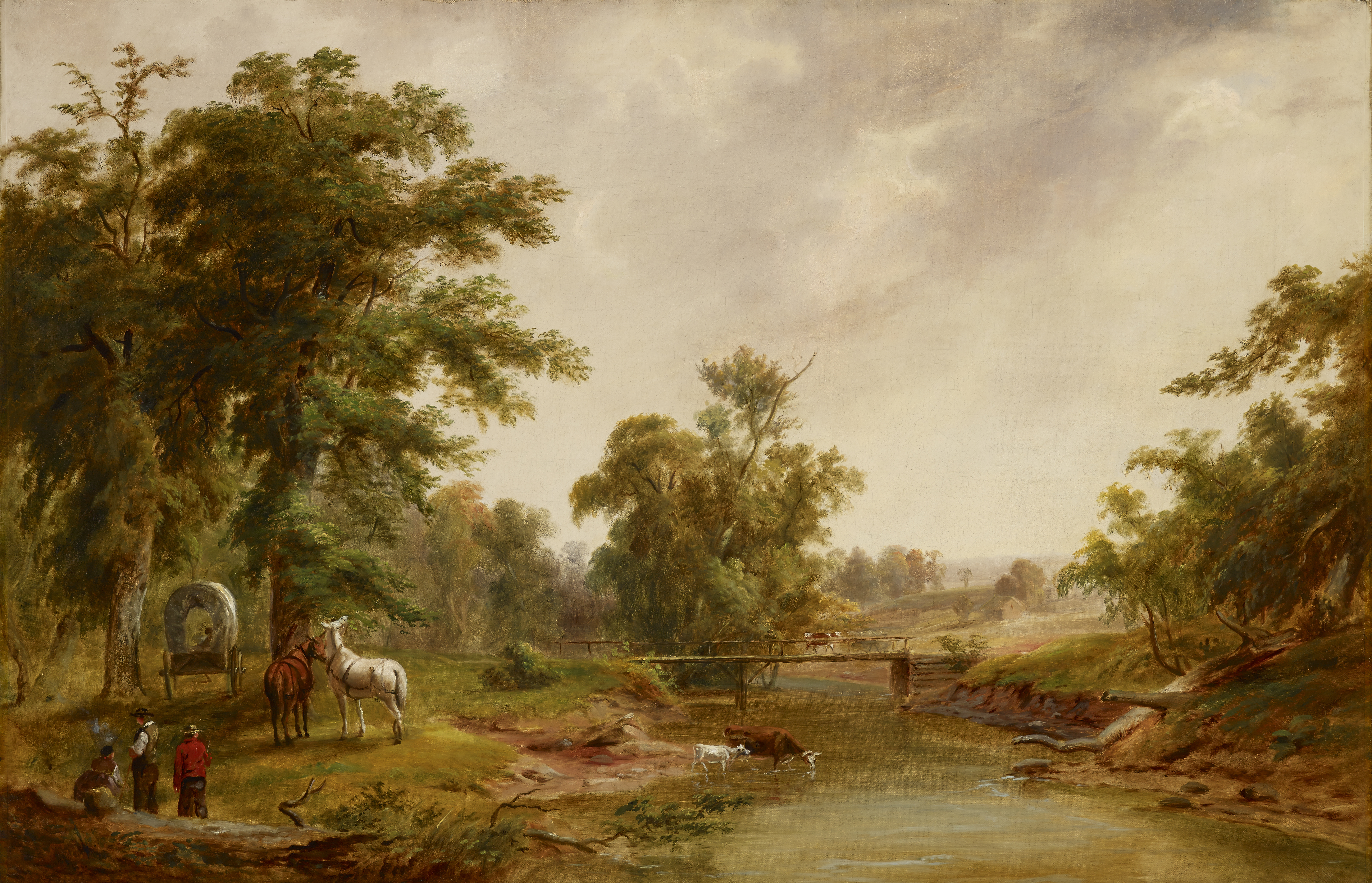